# Blaberus latissimus
Blaberus latissimus es una especie de insecto blatodeo de la familia Blaberidae. Comparte con el resto de sus congéneres Blaberus uno de los mayores tamaños entre las cucarachas. Pese a estar incluido en el género Blaberus, es considerada una especie incertae sedis.

## Sinónimos
- Blatta latissima Herbst, 1786